# Pseudoeoscyllina helanshanensis
Pseudoeoscyllina helanshanensis is een rechtvleugelig insect uit de familie veldsprinkhanen (Acrididae). De wetenschappelijke naam van deze soort is voor het eerst geldig gepubliceerd in 2012 door Zheng, Zeng & Zhang.